# 貝肖爾加登斯 (佛羅里達州)
貝肖爾加登斯（英語：Bayshore Gardens）是位於美國佛羅里達州馬納提縣的一個人口普查指定地區。

## 地理
貝肖爾加登斯的座標為27°25′59″N 82°34′39″W / 27.43306°N 82.57750°W，而該地最高點為海拔高度4米（即13英尺）。

## 人口
根據2010年美國人口普查的數據，貝肖爾加登斯的面積為9.30平方千米，當中陸地面積為9.20平方千米，而水域面積為0.10平方千米。當地共有人口16323人，而人口密度為每平方千米1,755人。